# Bossòst
Bossòst (spanisch: Bosost) ist eine katalanische Gemeinde mit 1.141 Einwohnern (Stand: 2024) in der Provinz Lleida im Nordosten Spaniens. Sie liegt in der Comarca Val d’Aran. 

## Lage
Bossòst liegt am linken Ufer der Garonne in den Pyrenäen an der französischen Grenze. 
Im Gemeindegebiet befinden sich zwei Wasserkraftwerke.

## Bevölkerungsentwicklung
| 1900 | 1930 | 1950 | 1970 | 1981 | 1986 | 2001 | 2011 | 2020 |
| ---- | ---- | ---- | ---- | ---- | ---- | ---- | ---- | ---- |
| 756  | 897  | 1063 | 687  | 727  | 784  | 924  | 1168 | 1115 |

## Sehenswürdigkeiten
- Kirche Mariä Himmelfahrt, ursprünglich aus dem 12. Jahrhundert
- Rochuskapelle
- Kapelle Unsere Liebe Frau von der Barmherzigkeit
- Kapelle St. Sebastianus und St. Fabianus
- Industrieruine Bocard dera Mena Victoria (Erzverhüttung der Victoria-Mine)
- Alte Mühle
- Zoologischer Garten

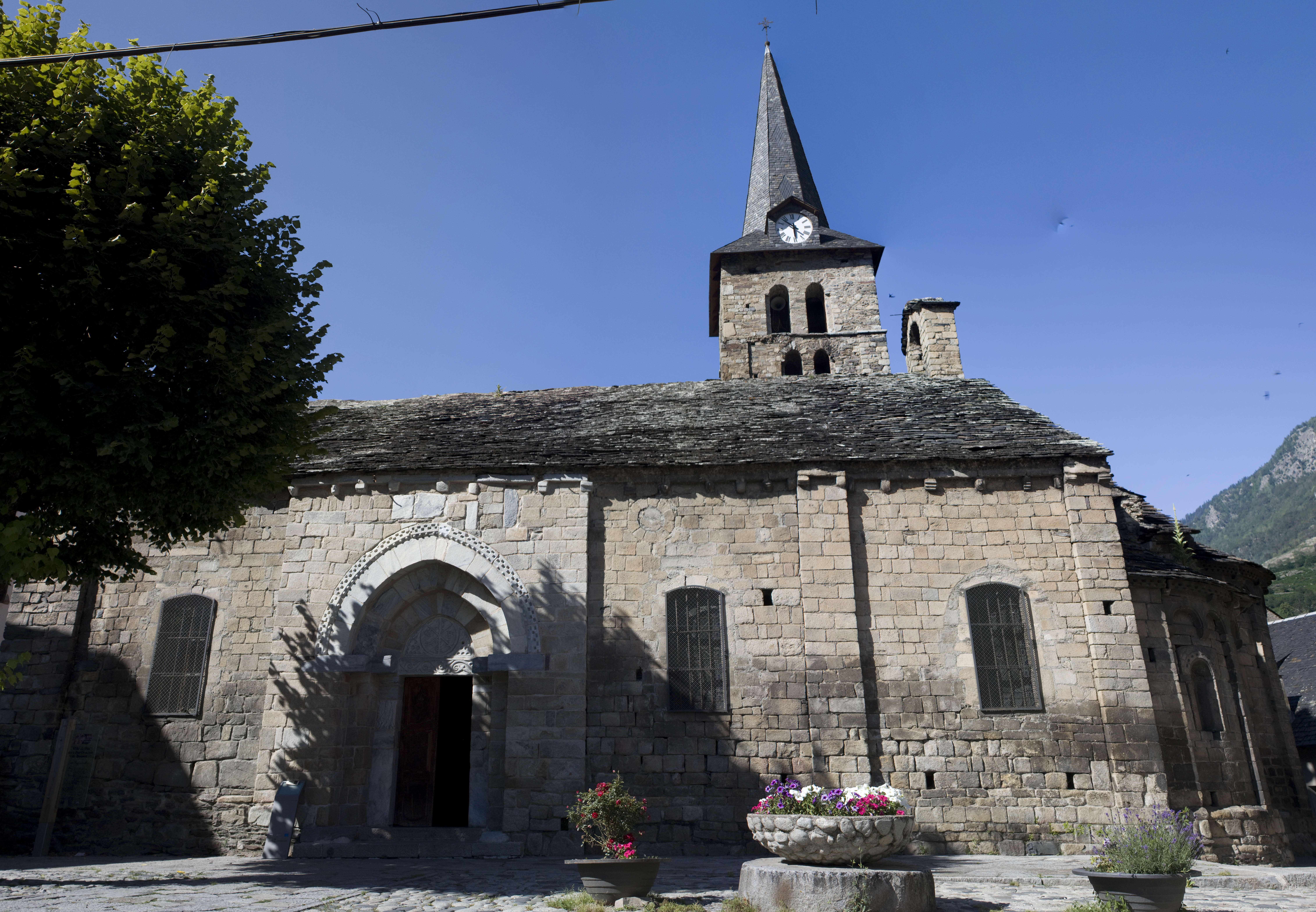
Kirche Mariä Himmelfahrt
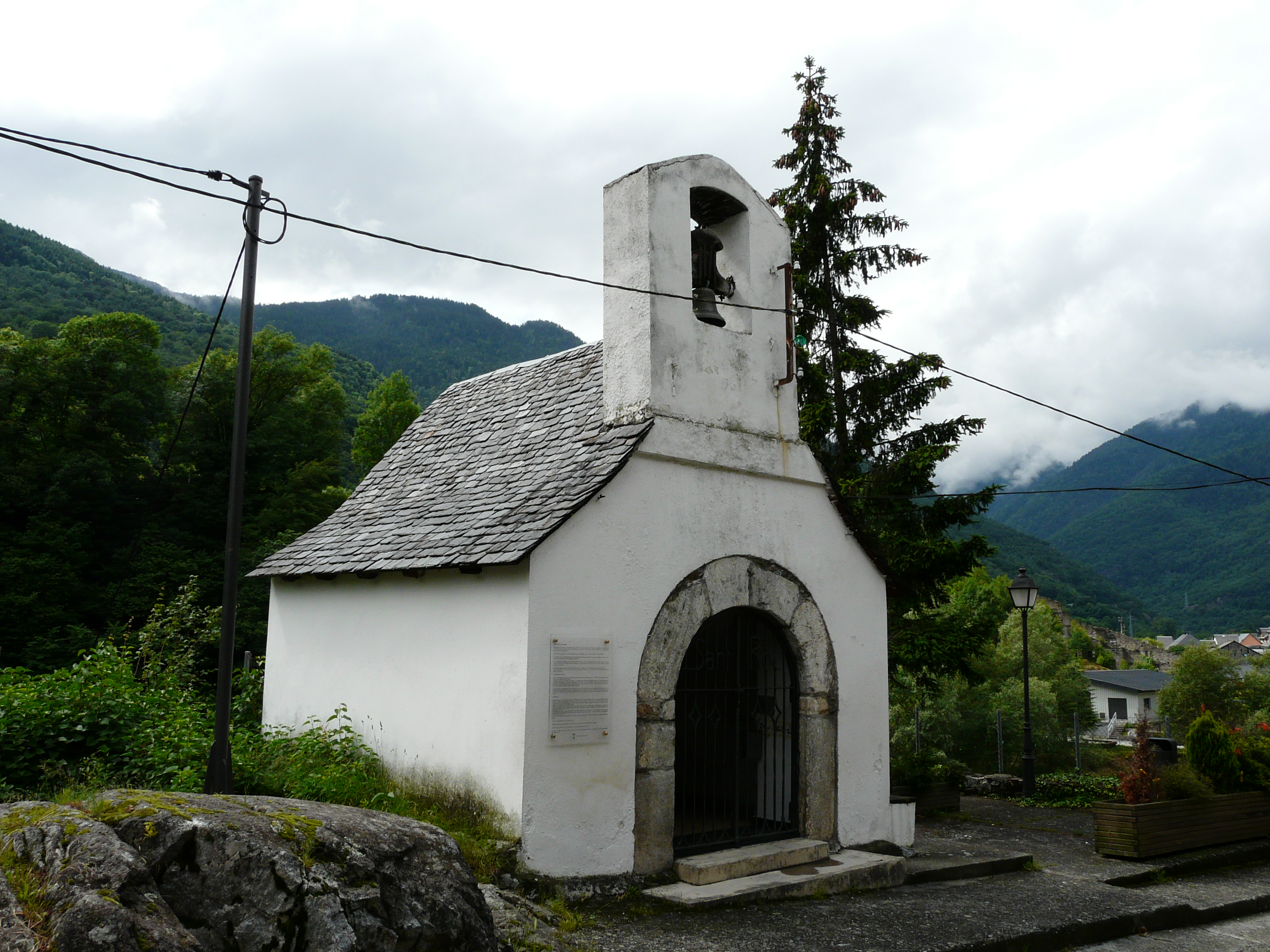
Kapelle St. Rochus
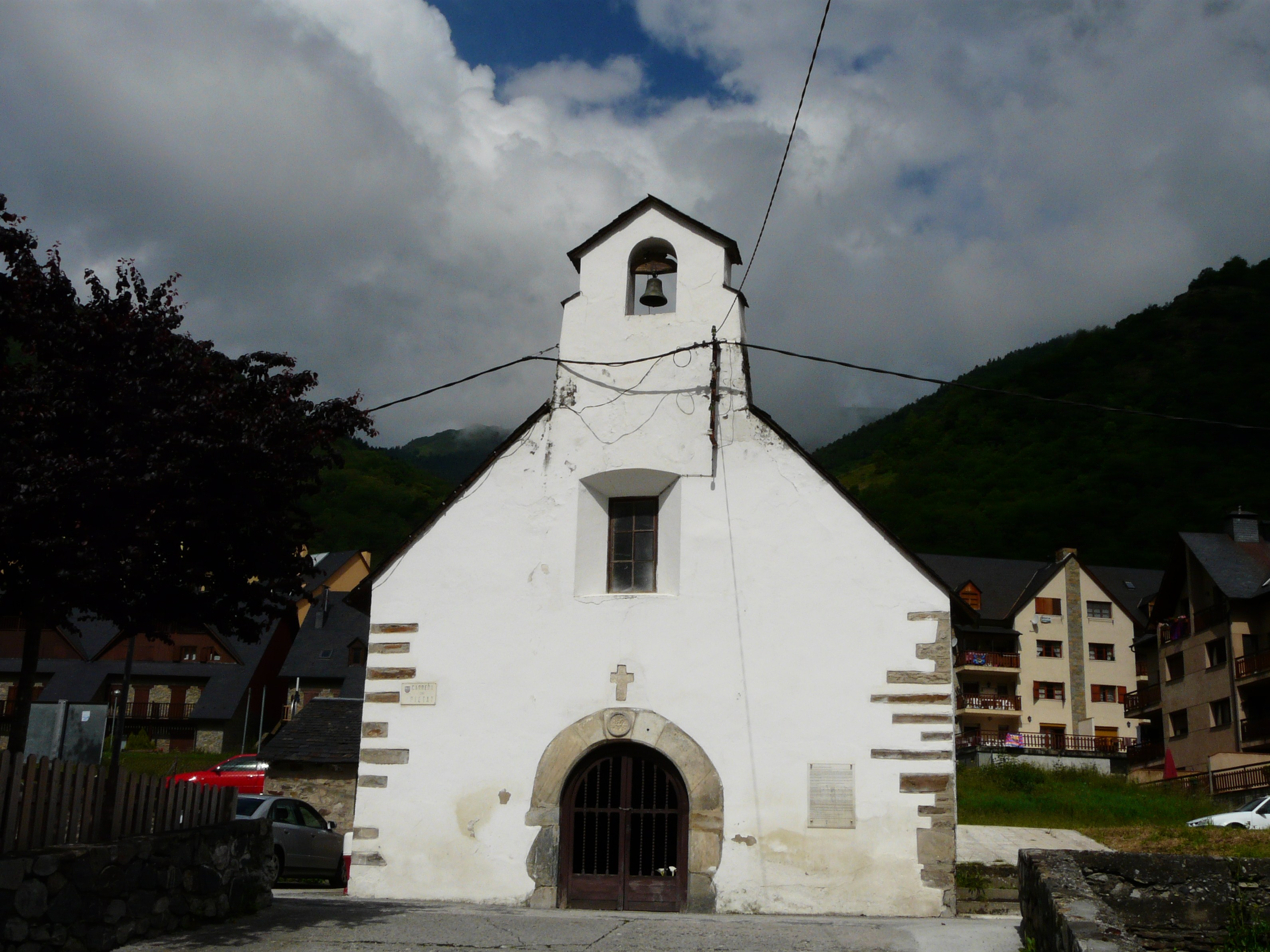
Kapelle Unsere Liebe Frau von der Barmherzigkeit
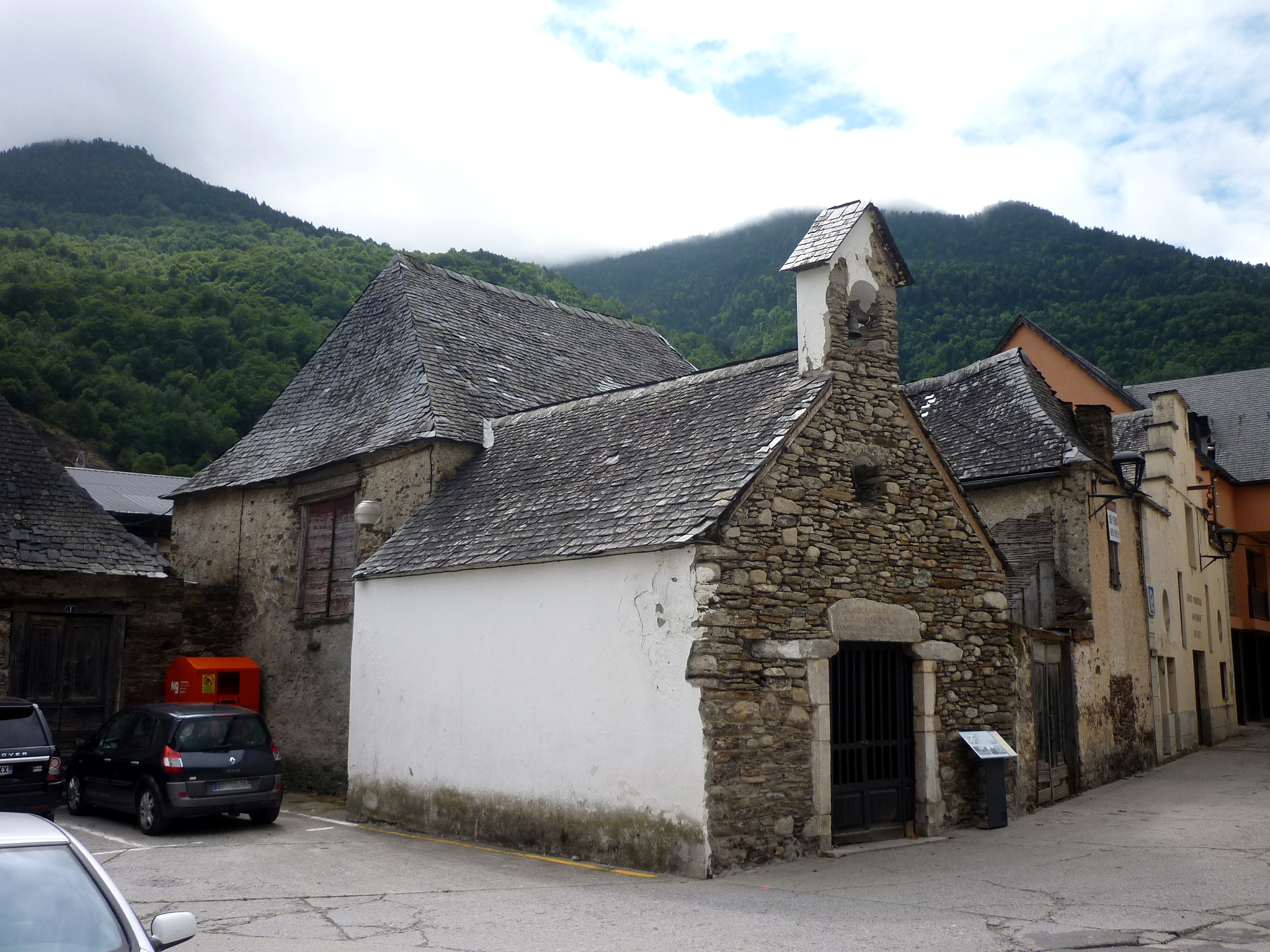
Kapelle St. Sebastianus und St. Fabianus
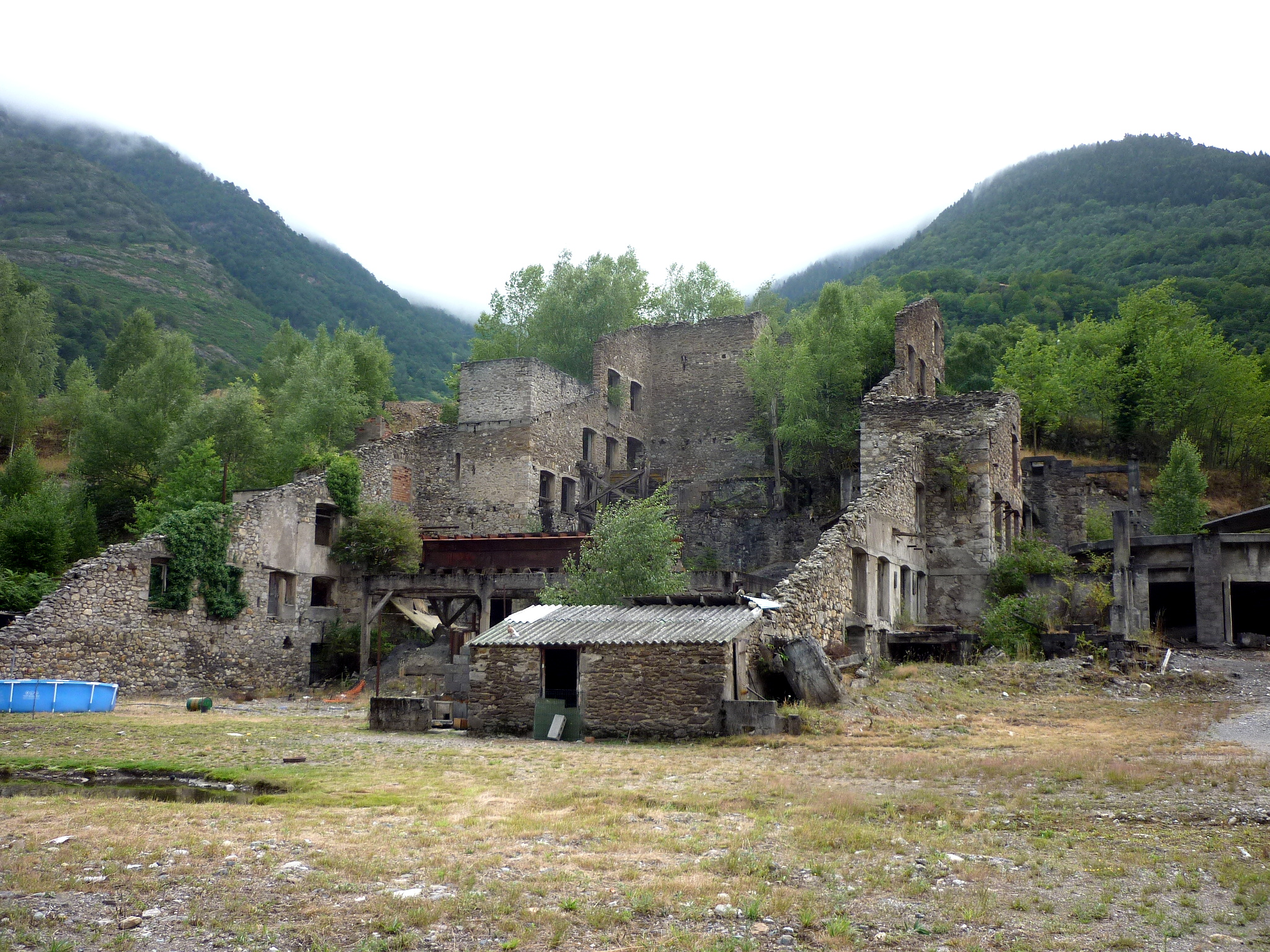
Erzhütte Bocard dera Mena Victoria
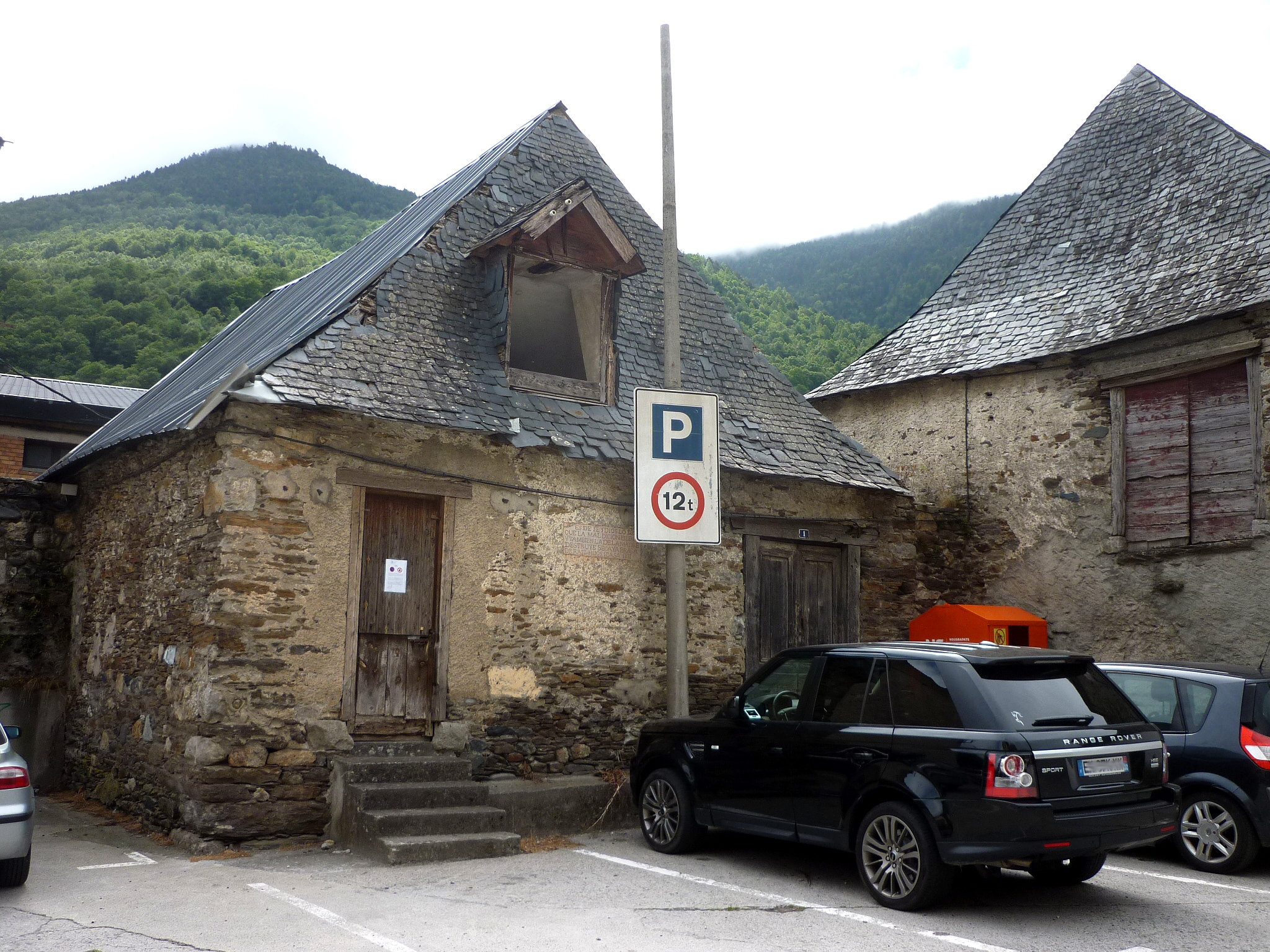
Alte Mühle

## Persönlichkeiten
- Josèp Condò Sambeat (bürgerlich: Mossen Josèp Condò Sambeat, 1867–1919), Schriftsteller und katholischer Priester